# Castello di Gwydir

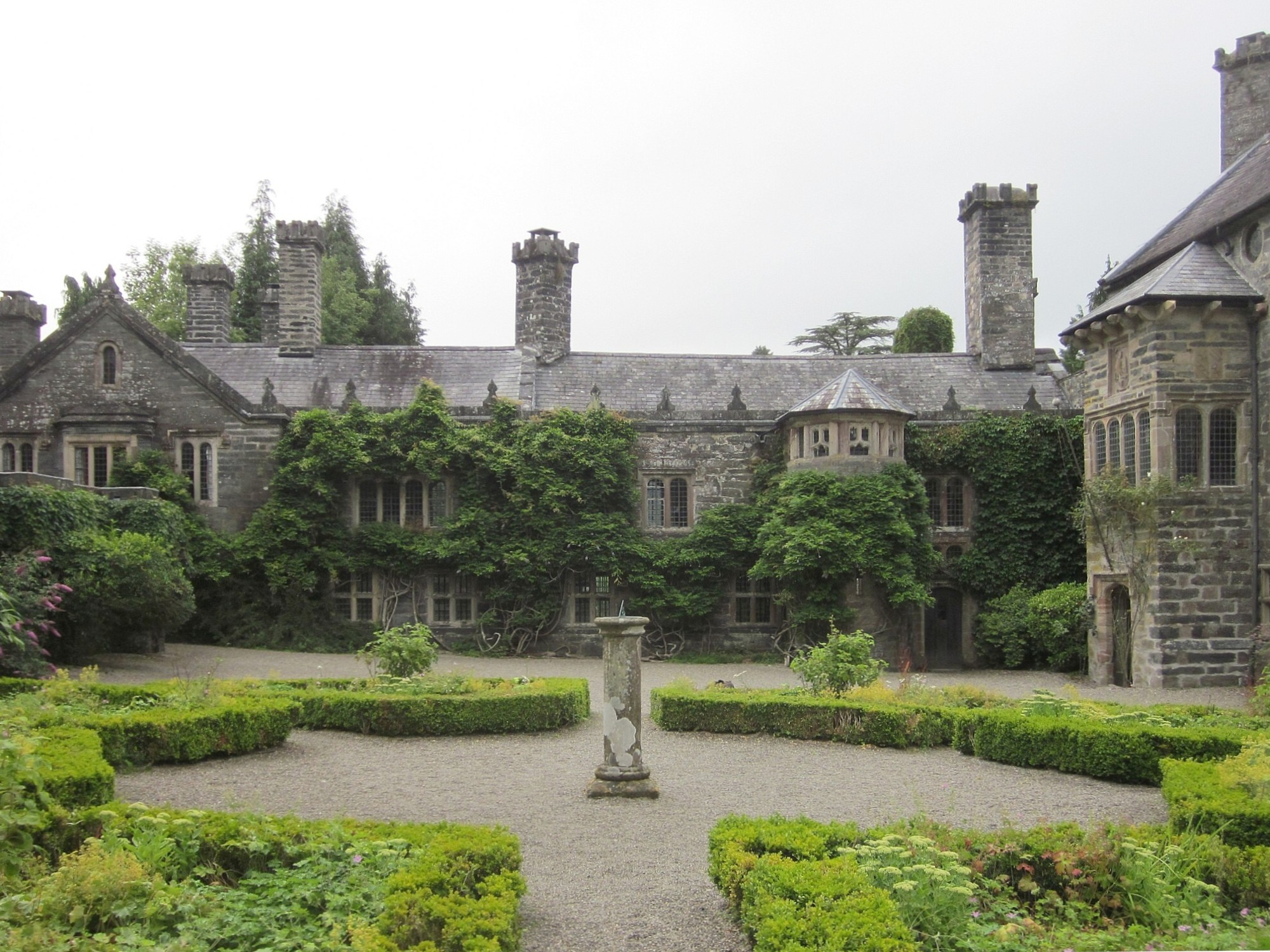
Giardino del castello di Gwydir

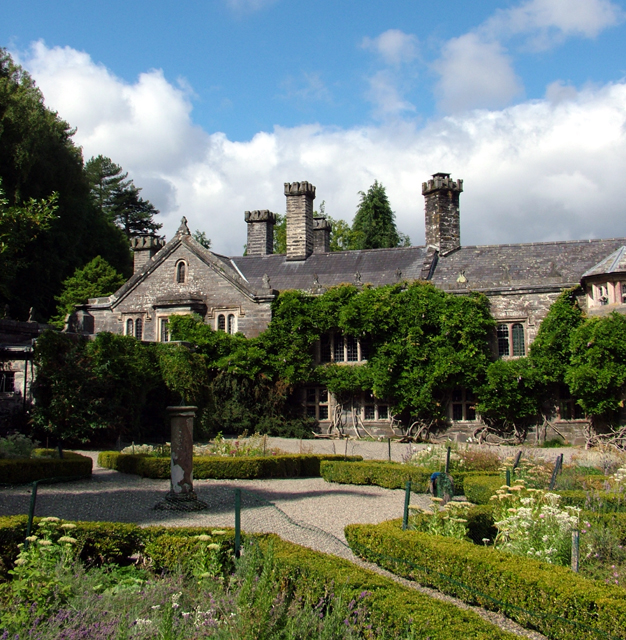
Giardino del castello di Gwydir

Il castello di Gwydir (in inglese: Gwydir Castle; in gallese: Castell Gwydir) è uno storico edificio in stile Tudor, situato tra i villaggi gallesi di Trefriw e Llanrwst, nel distretto di contea di Conwy (Galles settentrionale), che venne costruito tra la fine del XV secolo e la metà del XVI secolo nella tenuta di Gwydir (parte della foresta di Gwydir) dalla famiglia Wynn sulle rovine di un edificio medievale preesistente ed ampliato tra il XVII e il XIX secolo.
L'edificio e i giardini circostanti sono classificati di primo grado.

## Storia
I primi proprietari della tenuta di Gwydir furono i membri della famiglia Coetmore, che realizzarono il maniero originario, di cui si hanno notizie già dagli inizi del XIV secolo.
Il maniero originario fu ricostruito intorno al 1490 da Meredith ap Ieuan ap Robert, primo membro della dinastia dei Wynn, dopo la guerra delle due rose. Per la costruzione del nuovo maniero, vennero utilizzate delle pietre provenienti dalla Maenan Abbey.
Intorno al 1540, fu poi aggiunta una torre e nel 1555 la portineria.
Nel corso del XVI secolo, il castello di Gwydir fu abitato da colei che passerà alla storia come uno dei residenti più famosi dell'edificio, ovvero Katherine di Berain (1541-1591), cugina di Elisabetta I e soprannominata, per via delle sue relazioni sociali, "la madre del Galles".
Nel 1624, il castello fu visitato da re Carlo I, che l'anno seguente fece piantare nei giardini alcune piante di cedro per celebrare le sue nozze con Henrietta Maria.
Nel 1895, il castello fu acquisito da Charles Wynn Carrington, futuro marchese del Lincolnshire.
Nel 1899, il castello fu visitato dalla regina Maria, in onore della quale vennero piantate delle querce del Galles, come accadde per i suoi illustri predecessori quali la duchessa di York e re Giorgio V.
Nel 1921, Charles Wynn Carrington vendette il castello di Gwydir.
In seguito, nel 1944, il castello fu acquistato da Arthur Clegg, il quale intraprese un'opera di restauro. Quest'opera di restauro fu continuata anche dopo la morte di quest'ultimo, avvenuta nel 1964, dal figlio Richard.
Nonostante l'opera di restauro, negli anni ottanta del XX secolo, l'edificio si trovava in uno stato di rovina.
In seguito, nel luglio del 1998, fu riaperta alla presenza del Principe del Galles, una delle stanze più significative del castello, la sala da pranzo, che era stata acquistata del magnate dei media statunitensi William Randolph Hearst e da questi donata al Metropolitan Museum di New York.

## Architettura

### Esterni
Il castello di Gwydir è circondato da giardini in stile rinascimentale, Tudor e Stuart. Tra questi, figurano due giardini del XVI secolo.
Nei giardini, si possono ammirare alcuni tassi risalenti a prima del XVII secolo e tre cedri del Libano.
Tra i giardini degni di nota, figurano il Giardino Olandese e il Knot Garden, progettato nel 1828 da Sir Charles Barry.

## Leggende
Secondo le leggende, il castello sarebbe abitato da alcuni fantasmi: tra questi, figurano la "Dama Grigia" e lo spettro di Sir John Wynn.